# Vilhelm Gödel
Vilhelm Gödel, född den 5 november 1864 i Nora bergsförsamling, död den 30 maj 1941 i Saltsjöbaden, var en svensk biblioteksman.
Gödel avlade filosofie kandidatexamen vid Uppsala universitet 1890 och filosofie licentiatexamen 1895. Han promoverades till filosofie doktor i Uppsala 1897 på en avhandling om Fornnorsk-isländsk litteratur i Sverige. Gödel blev extra ordinarie amanuens vid Kungliga biblioteket 1895 och amanuens vid Riksdagsbiblioteket 1902. Han var bibliotekarie och chef där 1907–1931, från 1922 med titeln överbibliotekarie. Gödel nedlade ett betydelsefullt arbete som biblioteksman. Särskilt märks hans kataloger över fornisländska och fornnordiska handskrifter i Uppsala universitetsbibliotek (1892) och Kungliga biblioteket (1897–1900) och en katalog över Riksdagsbiblioteket (1912). Bland övriga arbeten märks Huru man gjorde en bok under medeltiden (1903), Svenska ortnamn (1904), Sveriges medeltidslitteratur (1916), I kungliga slottets biblioteksflygel (1927), Riksantikvarieämbetet (1930) och Bergsmansliv på 1870-talet (1937). Gödel invaldes som ledamot av Samfundet för utgivande av handskrifter rörande Skandinaviens historia 1903. Han blev riddare av Nordstjärneorden 1917 och kommendör av andra klassen av samma orden 1930.